# أوريل ألفاريز
أوريل ألفاريز (بالإسبانية: Uriel Álvarez) هو لاعب كرة قدم مكسيكي في مركز الدفاع، ولد في 1 مايو 1990 في أكابولكو في المكسيك. شارك مع منتخب المكسيك تحت 23 سنة لكرة القدم. أما مع النوادي، فقد لعب مع تيبورونيس روخوس دي فيراكروز وسانتوس لاغونا ونادي بويبلا ونادي تشياباس ونادي تيخوانا.